# Tempo di protrombina

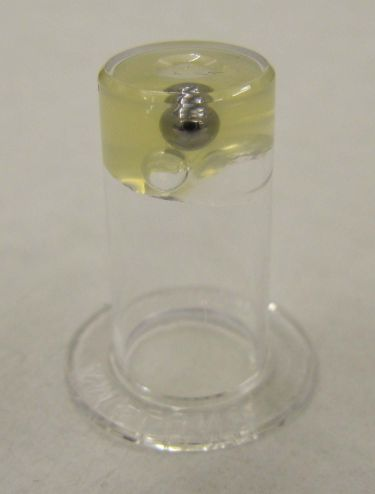
Plasma sanguigno dopo l'aggiunta di fattore tissutale (Quick-Test). La struttura simil-gel è abbastanza forte per sostenere una sfera d'acciaio.

Il tempo di protrombina o tempo di Quick, noto anche come PT (sigla dell'inglese prothrombin time) è una misura della via estrinseca e comune della coagulazione (i fattori della coagulazione I, II, V, VII e X).
Si può indicare anche come misure derivate quali protrombina ratio o PR, rapporto internazionale normalizzato o INR (International Normalized Ratio), e attività protrombinica percentuale o tasso di protrombina. Viene anche chiamato "ProTime INR" e "PT INR".
Questo test viene utilizzato per determinare la capacità di coagulazione del sangue, per adeguare il dosaggio del Warfarin, per meglio determinare la gravità di una epatopatia, e lo stato della vitamina K.
In combinazione con la determinazione del tempo di tromboplastina parziale attivata (aPTT) si può misurare la via intrinseca della coagulazione.

## Valori normali
Il range di riferimento per il tempo di protrombina è di solito intorno ai 10-13 secondi. Il range di normalità per l'INR è pari a 0,8-1,2. I medici che pongono un paziente in trattamento anticoagulante orale (prescrivendo acenocumarolo o warfarin) generalmente puntano a raggiungere un INR stabilmente superiore a 2, ma non oltre il 3.
Tuttavia in particolari pazienti il target di INR che si vuole raggiungere può essere maggiore: è il caso ad esempio dei pazienti con valvola cardiaca meccanica il cui valore di INR deve essere compreso fra 2 e 3 (se in posizione aortica) e tra 2,5 e 3,5 (se in posizione mitralica o in correlazione con fibrillazione atriale)..

## Metodologia
In genere il tempo di protrombina nel soggetto adulto viene misurato prelevando un campione di sangue periferico. Il sangue viene quindi posto in una provetta contenente sodio citrato, che agisce come un anticoagulante legando gli ioni calcio presenti nel campione. Una volta giunto in laboratorio il sangue viene mescolato, quindi centrifugato al fine di separare le cellule del sangue dal plasma. Nei neonati, si preleva invece un campione di sangue capillare.
Il plasma a questo punto viene analizzato da un tecnico di laboratorio su uno strumento automatico a 37 °C e ne viene prelevato un piccolo campione. Al campione viene aggiunto un eccesso di calcio (si annullano in questo modo gli effetti anticoagulanti del citrato) e questa operazione consente al sangue di tornare a coagulare. Perché si possa ottenere una misurazione accurata del PT la proporzione di sangue e di citrato deve essere ben precisa. Molti laboratori non eseguono il test se la provetta per qualsiasi motivo è stata riempita troppo o troppo poco: in questi casi infatti la diluizione standard di 1 parte di anticoagulante e 9 parti di sangue intero non è più valida. Viene aggiunta al plasma la tromboplastina, che altro non è che l'insieme di fattore tissutale (fattore III, attivatore del fattore VII della via estrinseca) e dei fosfolipidi necessari come substrato alle reazioni catalizzate dal fattore VII attivato e dal fattore X. Uno strumento misura otticamente il tempo necessario affinché il campione coaguli. Alcuni laboratori utilizzano una misurazione meccanica, che elimina le interferenze dai campioni lipemici ed itterici. 
Oltre che direttamente in secondi (il tempo di coagulazione espresso in secondi è fortemente metodica-dipendente, pur collocandosi come ordine di grandezza fra i 10 e i 15 secondi) il tempo di protrombina può essere espresso come rapporto di tempo protrombinico (dall'inglese: PT ratio, protrombina ratio o PR) rispetto a un pool di plasmi normali, a cui viene assegnato un tempo protrombinico convenzionale di 100%.
Nel soggetto normale il PT ratio può andare dall'80 al 120% (0.8 - 1.2) e aumenta in caso di ipocoagulabilità (anche il PR subisce estese variazioni in base alla metodica utilizzata.):
È anche possibile ritrovare indicato il tempo di protrombina mediante la sua misura derivata chiamata attività protrombinica percentuale (tasso di protrombina) corrispondente alla diluizione che si dovrebbe applicare a plasma di riferimento proveniente da un pool di plasmi normali per ottenere da esso un tempo uguale al tempo di protrombina effettivamente misurato sul plasma del soggetto. Ad esempio un'attività protrombinica percentuale di 25% significa che il tempo di protrombina in secondi del soggetto è uguale al tempo di protrombina che si otterrebbe da plasma di riferimento diluito al 25% (cioè 1 parte di plasma normale e 3 parti di acqua di diluizione).
Nei soggetti normali l'attività protrombinica percentuale varia da 70% a 120% e, al contrario del PT ratio descritto poco sopra, diminuisce in caso di ipocoagulabilità (anche questa misura e il suo preciso intervallo di normalità sono fortemente influenzati dalla metodica utilizzata).
Questa misura derivata è utilizzata in maniera molto ampia nei paesi di lingua tedesca dove è nota come Quick-Wert (valore di Quick).
| Tempo di protrombina (s) | Rapporto del plasma di riferimento all'acqua di diluizione | Attività protrombinica percentuale (%) |
| ------------------------ | ---------------------------------------------------------- | -------------------------------------- |
| 14                       | 1:0 (non diluito)                                          | 100                                    |
| 21                       | 1:1                                                        | 50 (1/2)                               |
| 28                       | 1:2                                                        | 33 (1/3)                               |
| 35                       | 1:3                                                        | 25 (1/4)                               |

## INR (International Normalized Ratio)
Come già accennato il risultato (espresso in secondi) per un tempo di protrombina effettuato su un individuo normale varierà a seconda del tipo di sistema analitico utilizzato in quello specifico laboratorio. Ciò è dovuto alle variazioni esistenti tra lotti commerciali differenti di fattore tissutale usate nel reagente per eseguire il test. In altre parole tromboplastine di differenti fabbricanti possono fornire tempi diversi sul medesimo plasma, e soprattutto possono reagire in modo differente alla carenza di fattori indotta dalla terapia anticoagulante, rendendo impossibile il confronto diretto di tempi e attività protrombiniche fra laboratori che usano reattivi differenti. Per questo motivo nel 1987, sono stati introdotti l'ISI e l'INR. In questo modo gli INR dei pazienti diventano confrontabili fra loro anche quando il paziente effettua l'analisi presso laboratori che usano reagenti differenti.
L'INR e l'ISI sono calcolati sulla base del PT ratio (PR) descritto precedentemente in questo articolo.
L'INR è stato concepito proprio per standardizzare i risultati e renderli paragonabili indipendentemente dal laboratorio che esegue l'esame. Ogni produttore assegna un valore ISI (International Sensitivity Index) per ogni fattore tissutale che viene fabbricato ed immesso in commercio. Il valore ISI indica un particolare lotto di fattore tissutale confrontato ad un fattore tissutale internazionale di riferimento. L'ISI riscontrabile sulle partite di test in commercio è di solito tra 0,8 e 1,0.
L'INR è il rapporto del tempo di protrombina del paziente a un normale (controllo) del campione, elevato alla potenza del valore ISI per il sistema analitico utilizzato.

## L'INR e la terapia anticoagulante orale (T.A.O.)
Nel caso la misurazione del PT sia richiesta per il follow-up di una terapia anticoagulante orale (a base di antagonisti della vitamina K, come la warfarina), l'unità di misura da usare è quindi l'INR (International Normalized Ratio), come sopra specificato, dove il PT espresso è appunto "pesato" in ragione del coefficiente di sensibilità denominato ISI. Si assicura in questo modo una correzione dell'effetto della differente sensibilità degli specifici reagenti usati nel test alla «diminuzione [della concentrazione funzionalmente attiva] dei fattori della coagulazione vitamina K-dipendenti rispetto alla tromboplastina umana standard». Infatti i «reagenti con valori inferiori di ISI sono più sensibili agli effetti di antagonisti della vitamina K (p.es. il PT è più prolungato rispetto a quello ottenuto con un reagente meno sensibile, con un ISI più alto)».
La definizione di INR è:
Errori nella determinazione dell'INR possono derivare da:
1. Contaminazione del campione da parte di tromboplastina tissutale.
2. Contaminazione dell'anticoagulante usato nella preparazione del campione.
3. Non corretto rapporto sangue - citrato di sodio (esattamente 9:1).
4. Fattori che possono alterare l'analisi della lettura ottica: iperlipidemia, emolisi, iperbilirubinemia, iperproteinemia.

## Interpretazione
Il tempo di protrombina come si è visto è il tempo impiegato dal plasma a coagulare dopo l'aggiunta di fattore tissutale (ottenuto in genere da animali come conigli, oppure fattore tissutale ricombinante, od ancora ottenuto dal cervello di pazienti sottoposti ad autopsia). 
Il PT misura la qualità della via estrinseca della coagulazione (così come la via comune).
La velocità della via estrinseca è notevolmente influenzata dai livelli circolanti nell'organismo di fattore VII. Il fattore VII ha una breve emivita e la carbossilazione dei residui di glutammina richiede la disponibilità di vitamina K.
Un livello di INR elevato, ad esempio INR = 5 indica che vi è un'alta probabilità di sanguinamento.
Un livello di INR basso, ad esempio INR = 0,5 indica invece un'alta probabilità di sviluppare un coagulo.
Come già riferito il range normale per una persona sana è collocato tra 0,8 e 1,2.

## Prolungamento dell'INR
Possibili cause di prolungamento dell'INR sono:
1. terapia anticoagulante con antagonisti della vitamina K (dicumarolici come il warfarin)
2. deficit di vitamina K.
3. grave insufficienza epatica.
4. trasfusioni.
5. coagulazione intravascolare disseminata.

## Fattori che alterano la precisione
Il lupus anticoagulante, un inibitore circolante che predispone ad eventi trombotici, come ad esempio nella sindrome 
antifosfolipidi, può alterare i risultati del PT, a seconda del metodo e kit di laboratorio utilizzato. Le variazioni tra diverse preparazioni di tromboplastina in passato hanno portato ad una minore accuratezza nelle letture dell'INR, e nel 2005 uno studio ha suggerito che, nonostante gli sforzi internazionale per ottenere una buona taratura dell'INR, persistevano ancora differenze statisticamente significative tra i vari kit, che gettavano un dubbio sulla sostenibilità a lungo termine del PT/INR come misura efficace per il controllo della terapia anticoagulante.

## Statistiche
Si stima che nel 2005 fossero stati eseguiti circa 800 milioni di test PT/INR in tutto il mondo.

## Near-patient testing (NPT)
Oltre al metodo di laboratorio di cui si è trattato sopra, va detto che in alcuni paesi stanno diventando sempre più comuni alcuni test di monitoraggio dell'INR di tipo near-patient testing (NPT) o di tipo domiciliare.
In alcuni paesi anglosassoni e segnatamente nel Regno Unito, ad esempio, il near-patient testing (NPT) viene utilizzato sia dai pazienti a casa, sia da alcuni centri di anticoagulazione (spesso a loro volta collegati a determinati ospedali) come alternativa veloce e conveniente rispetto al test eseguito in laboratorio. Dopo un periodo di dubbio sulla precisione dei risultati NPT, una nuova generazione di macchine e reagenti sembra aver ottenuto una discreta accettazione da parte degli addetti ai lavori, in particolare per aver dimostrato di fornire risultati molto precisi, vicini a quelli forniti dal laboratorio.
La procedura di utilizzo di un tipico NPT è molto semplice. Il dispositivo di monitoraggio è appoggiato su un tavolo. Una goccia di sangue capillare è ottenuta grazie ad un sistema automatizzato pungi-dito, praticamente indolore. La goccia viene posta su una striscia reattiva monouso con la quale la macchina è già stata tarata. 
Il risultato dell'INR appare sul display dopo pochi secondi. 
Come si vede il test è assolutamente simile a quello quotidianamente utilizzato da persone affette da diabete per la verifica della glicemia pre e post-prandiale. Come è noto la procedura viene insegnata ed appresa con grande facilità.
Consuetudini locali stabiliscono se sia il paziente stesso od uno specialista della coagulazione (il medico di medicina generale od un medico ospedaliero) ad interpretare il risultato e determinare la dose di farmaco da assumersi nei giorni seguenti.
Un vantaggio significativo del test eseguito a domicilio sta nel fatto che è provato che il paziente che determina l'INR da sé e che aggiusta la propria dose di anticoagulante sulla base del risultato, migliora in modo deciso il controllo della terapia anticoagulante. Una meta-analisi che ha esaminato 14 studi ha dimostrato che il test domiciliare ha portato ad una ridotta incidenza di complicanze (sanguinamento e trombosi) e migliorato il tempo in cui il paziente si trova entro il range terapeutico: quest'ultima a tutti gli effetti è una misura indiretta di un buon controllo anticoagulante.
L'approccio NPT è veloce e conveniente, secondo alcuni anche meno doloroso rispetto all'approccio di laboratorio. Viene inoltre offerta al paziente la possibilità di misurare i propri valori INR quando richiesto. Esistono però anche alcuni problemi e svantaggi. Fra questi il fatto che alcuni pazienti trovano complicato usare il dispositivo pungi-dito, e che il costo delle strisce di prova non è indifferente e deve essere preso in considerazione. Nel Regno Unito le strisce reattive sono disponibili su prescrizione medica: le persone anziane e chi non ha un reddito non è tenuto a pagare. Gli altri soggetti pagheranno invece solo una parte del costo, circa il 20% del prezzo di vendita delle strisce. Negli Stati Uniti le strisce reattive sono rimborsate dal programma Medicare per i pazienti con valvole cardiache meccaniche e fibrillazione atriale cronica. Le assicurazioni private possono coprire il costo per altre indicazioni.
Ci sono alcuni dati che suggeriscono che il test NPT potrebbe essere meno preciso per alcuni tipi di paziente, ad esempio per coloro che hanno il lupus anticoagulante.

## Linee guida
Linee guida internazionali per il monitoraggio domiciliare della terapia anticoagulante orale sono state pubblicate nel 2005 dalla International Self-Monitoring Association for Oral Anticoagulation

In questo studio internazionale è stato affermato che: "Il consenso concorda sul fatto che l'autocontrollo e l'autogestione da parte del paziente sono metodi efficaci di monitoraggio della terapia anticoagulante orale, forniscono risultati buoni e probabilmente migliori rispetto a quelli ottenuti con il controllo effettuato da un laboratorio di un centro anticoagulante. 
Tutti i pazienti devono essere adeguatamente selezionati e formati. I dispositivi per l'autodeterminazione e l'autocontrollo attualmente disponibili, danno risultati dell'INR comparabili con quelli ottenuti in test di laboratorio".